# Павлюченко Поліна Григорівна
Полі́на Григо́рівна Павлюче́нко (29 квітня 1945, село Тарасівка Києво-Святошинського району Київської області) — українська співачка (альт), музичний педагог. Народна артистка України (1994).

## Біографія
1966 року закінчила студію при Українському народному хорі імені Григорія Верьовки. Відтоді солістка цього хору.
1975 року закінчила Київський інститут культури (нині Київський національний університет культури і мистецтв).
Виступала у складі вокального тріо з Вірою Мартиненко (сопрано) та Наталією Цюпою (контральто). 1994 року всім трьом надано звання народних артисток України.
Професор Київського національного університету культури і мистецтв. Виховує професійні жіночі голоси за фахом «народний спів».
Дружина відомого українського диригента, композитора та педагога Станіслава Євстигнійовича Павлюченка, засновника кафедри фольклору та народного виконавства Київського інституту культури, засновника та керівника Українського народного хору КНУКІМ, в наш час Українського народного хору імені Станіслава Павлюченка.